# Clethra pulgarensis
Clethra pulgarensis är en tvåhjärtbladig växtart som beskrevs av Adolph Daniel Edward Elmer. Clethra pulgarensis ingår i släktet Clethra och familjen Clethraceae. Inga underarter finns listade i Catalogue of Life.